# Nico, 1988
Nico, 1988 je italsko-belgický životopisný film, který natočila režisérka Susanna Nicchiarelli podle vlastního scénáře. Film sleduje poslední dva roky života zpěvačky Nico (1987–1988). Její roli ve filmu ztvárnila dánská herečka a zpěvačka Trine Dyrholm. V dalších rolích se představili například John Gordon Sinclair, Sandor Funtek a Francesco Colella. V září 2017 zakoupila distributorská práva na film společnost Magnolia Pictures.